# Organização de Combate dos Anarco-Comunistas
Organização de Combate dos Anarco-Comunistas (russo: Боевая организация анархо-коммунистов, romanizado: Boyevaya organizatsiya anarkho-kommunistov; BOAK) é uma organização militante anarco-comunista clandestina da Europa Oriental. Seu objetivo é a revolução social e a sociedade socialista libertária. De acordo com o The Insider, o grupo se tornou "a força 'subversiva' mais ativa" na Rússia desde o início da invasão russa na Ucrânia em 2022.
O blog do grupo está ativo desde pelo menos setembro de 2020. Em suas entrevistas, membros do grupo disseram que a organização já existia há anos antes de decidir se engajar em atividade partidária após a invasão russa na Ucrânia em 2022. O site "Lutador Anarquista" e o canal Telegram, afiliado ao BOAK, existem desde 2018.